# Dorcadion pluto
Dorcadion pluto là một loài bọ cánh cứng trong họ Cerambycidae.